# Hôpital silence

Hôpital silence est le premier texte de Nicole Malinconi, publié par les éditions de Minuit en 1985. Inspiré par l'expérience de l'écrivain qui travaillait comme assistante sociale dans une clinique qui pratiquait l'avortement, le texte se compose de trois parties, elles-mêmes divisées en fragments ou chapitres qui ne content aucune histoire suivie mais saisissent sur le vif des femmes avant, pendant ou après un avortement. Le style se caractérise par l'influence de Marguerite Duras et par l'emploi des pronoms vous et on qui désignent les personnages.
Marguerite Duras a consacré un article à ce texte dans L'Autre Journal. En dépit de sa publication dans la collection "Documents" des éditions de Minuit, le texte relève, pour Duras, de la littérature: "Seule la littérature pouvait être à la hauteur de ce drame" (Le Monde extérieur, Paris, P.O.L., 1993, p. 147). Ce texte est repris en préface de la réédition du livre aux éditions Labor en 1996. 

## Lien
Nicole Malinconi, Hôpital silence (ISBN 978-2804011314)